# Élections régionales de 2014 en Sardaigne
Les élections régionales de Sardaigne sont organisées le dimanche 16 février 2014.
Elles voient la victoire de la coalition de centre-gauche, dirigée par Francesco Pigliaru sur le président régional sortant de centre-droit Ugo Cappellacci. Michela Murgia du ProgReS – Progetu Repùblica, arrive en 3e position avec un peu plus de 10 % des voix.

## Système électoral
La Sardaigne est une région italienne à statut spécial. Le conseil régional ainsi que son président sont élus simultanément au suffrage universel direct. Les 59 conseillers sont élus au scrutin proportionnel plurinominal avec listes ouvertes, vote préférentiel et seuil électoral de 5 % dans huit circonscriptions de 2 à 20 sièges. Le président est quant à lui élu au scrutin uninominal majoritaire à un tour. Il se présente obligatoirement en tant que candidat d'une liste en lice pour le conseil régional, ce qui interdit de fait les candidatures sans étiquettes.
La liste du président élu peut recevoir d'emblée une prime majoritaire égale à la moitié des sièges si celui-ci réunit au moins 25 % des suffrages. La prime monte à 55 % des sièges pour un résultat entre 25 et 40 % des voix, et à 60 % s'il réunit plus de 40 % des voix. Les sièges restants sont ensuite repartis à la proportionnelle entre les différentes listes ayant franchi le seuil électoral, et à leurs candidats en fonction des votes préférentiels qu'ils ont recueillis. Le seuil de 5 % est élevé à 10 % pour les listes se présentant au sein d'une coalition. Par ailleurs, le candidat à la présidence arrivé en seconde position devient de droit membre du conseil, ce qui porte à 60 le total de conseillers.

### Répartition des sièges
| Carte                     | Circonscriptions | Sièges        | +/- |
| ------------------------- | ---------------- | ------------- | --- |
|                           | Cagliari         | 21            | 3   |
| Carbonia-Iglesias         | 4                | 1             |     |
| Medio Campidano           | 2                | 2             |     |
| Nuoro                     | 7                | 1             |     |
| Ogliastra                 | 1                | 1             |     |
| Olbia-Tempio              | 2                | 3             |     |
| Oristano                  | 6                | 1             |     |
| Sassari                   | 15               | en stagnation |     |
| Candidats à la présidence | 2                | 8             |     |
|                           |                  |               |     |
| Total                     | 60               | 20            |     |

### Modalités
L'électeur vote sur un même bulletin pour un candidat à la présidence et pour la liste d'un parti. Il a également la possibilité d'exprimer un vote préférentiel pour un candidat de son choix sur la liste en écrivant son nom. Contrairement à la plupart des autres régions italienne, le mode de scrutin permet à l'électeur d'effectuer un vote disjoint (voto disgiunto) en votant pour un candidat à la présidence ainsi que pour une liste différente de celle le soutenant.

## Résultats
|                                         |                                         |            |            |                      |                                            |                                          |         |         |               |               |               |       |
| Présidence                              | Présidence                              | Présidence | Présidence | Présidence           | Conseil                                    | Conseil                                  | Conseil | Conseil | Conseil       | Conseil       | Conseil       | Total |
| Candidats                               | Candidats                               | Votes      | %          | Élus                 | Partis                                     | Partis                                   | Votes   | %       | +/-           | Sièges        | +/-           | Total |
|                                         | Francesco Pigliaru (PD)                 | 312 982    | 42,45      | 1                    |                                            | Parti démocrate (PD)                     | 150 492 | 22,06   | 2,67          | 18            | en stagnation |       |
|                                         | Francesco Pigliaru (PD)                 | 312 982    | 42,45      | 1                    | Gauche, écologie et liberté (SEL)          | 35 376                                   | 5,18    | 3,55    | 4             | 3             |               |       |
|                                         | Francesco Pigliaru (PD)                 | 312 982    | 42,45      | 1                    | Parti des Sardes (PdS)                     | 18 178                                   | 2,66    | Nv.     | 2             | 2             |               |       |
|                                         | Francesco Pigliaru (PD)                 | 312 982    | 42,45      | 1                    | Rossomori (RM)                             | 17 980                                   | 2,63    | 0,09    | 2             | 1             |               |       |
|                                         | Francesco Pigliaru (PD)                 | 312 982    | 42,45      | 1                    | Centre démocrate (CD)                      | 14 451                                   | 2,11    | Nv.     | 2             | 2             |               |       |
|                                         | Francesco Pigliaru (PD)                 | 312 982    | 42,45      | 1                    | Gauche sarde (PRC-PdCI)                    | 13 892                                   | 2,03    | 3,09    | 2             | en stagnation |               |       |
|                                         | Francesco Pigliaru (PD)                 | 312 982    | 42,45      | 1                    | Union populaire chrétienne (UPC)           | 11 639                                   | 1,70    | Nv.     | 1             | 1             |               |       |
|                                         | Francesco Pigliaru (PD)                 | 312 982    | 42,45      | 1                    | Parti socialiste italien (PSI)             | 9 518                                    | 1,39    | 0,97    | 1             | 1             |               |       |
|                                         | Francesco Pigliaru (PD)                 | 312 982    | 42,45      | 1                    | Liste commune IdV-FdV                      | 7 551                                    | 1,10    | 3,90    | 1             | 2             |               |       |
|                                         | Francesco Pigliaru (PD)                 | 312 982    | 42,45      | 1                    | Indépendance République de Sardaigne (IRS) | 5 599                                    | 0,82    | 1,25    | 1             | 1             |               |       |
|                                         | Francesco Pigliaru (PD)                 | 312 982    | 42,45      | 1                    | La Base (LB)                               | 4 897                                    | 0,71    | Nv.     | 1             | 1             |               |       |
| Total Centre-gauche                     | Total Centre-gauche                     | 312 982    | 42,45      | 1                    | 289 573                                    | 42,39                                    | 3,35    | 35      | 9             | 36            |               |       |
|                                         | Ugo Cappellacci (FI)                    | 292 395    | 39,65      | 1                    |                                            | Forza Italia (FI)                        | 126 327 | 18,52   | 11,59         | 10            | 15            |       |
|                                         | Ugo Cappellacci (FI)                    | 292 395    | 39,65      | 1                    | Union de centre (UdC)                      | 51 923                                   | 7,61    | 1,52    | 4             | 3             |               |       |
|                                         | Ugo Cappellacci (FI)                    | 292 395    | 39,65      | 1                    | Réformateurs sardes (RS)                   | 41 060                                   | 6,02    | 0,76    | 3             | 2             |               |       |
|                                         | Ugo Cappellacci (FI)                    | 292 395    | 39,65      | 1                    | Parti sarde d'action (PSd'Az)              | 31 886                                   | 4,67    | 0,38    | 3             | 1             |               |       |
|                                         | Ugo Cappellacci (FI)                    | 292 395    | 39,65      | 1                    | Frères d'Italie (FdI)                      | 19 275                                   | 2,82    | Nv.     | 1             | 1             |               |       |
|                                         | Ugo Cappellacci (FI)                    | 292 395    | 39,65      | 1                    | Union démocrate sarde (UDS)                | 17 728                                   | 2,60    | 0,90    | 1             | 1             |               |       |
|                                         | Ugo Cappellacci (FI)                    | 292 395    | 39,65      | 1                    | Sardaigne Zone libre (SZF)                 | 11 150                                   | 1,63    | Nv.     | 1             | 1             |               |       |
| Total Centre-droit                      | Total Centre-droit                      | 292 395    | 39,65      | 1                    | 299 349                                    | 43,87                                    | 12,20   | 23      | 21            | 24            |               |       |
|                                         | Michela Murgia (ProgRes)                | 75 981     | 10,30      | 0                    |                                            | Projet République de Sardaigne (ProgReS) | 18 845  | 2,76    | Nv.           | 0             | en stagnation |       |
|                                         | Michela Murgia (ProgRes)                | 75 981     | 10,30      | 0                    | Les gens                                   | 15 271                                   | 2,24    | Nv.     | 0             | en stagnation |               |       |
|                                         | Michela Murgia (ProgRes)                | 75 981     | 10,30      | 0                    | Les communautés                            | 12 074                                   | 1,77    | Nv.     | 0             | en stagnation |               |       |
| Total Indépendantistes sardes de gauche | Total Indépendantistes sardes de gauche | 75 981     | 10,30      | 0                    | 46 190                                     | 6,77                                     | Nv.     | 0       | en stagnation | 0             |               |       |
|                                         | Mauro Pili (Unis)                       | 42 236     | 5,72       | 0                    |                                            | Unis                                     | 19 356  | 2,83    | Nv.           | 0             | en stagnation |       |
|                                         | Mauro Pili (Unis)                       | 42 236     | 5,72       | 0                    | Liste Pili                                 | 11 454                                   | 1,68    | Nv.     | 0             | en stagnation |               |       |
|                                         | Mauro Pili (Unis)                       | 42 236     | 5,72       | 0                    | Fortza Paris                               | 5 018                                    | 0,73    | N/A     | 0             | en stagnation |               |       |
|                                         | Mauro Pili (Unis)                       | 42 236     | 5,72       | 0                    | Souveraineté                               | 1 231                                    | 0,18    | Nv.     | 0             | en stagnation |               |       |
| Total Indépendantistes sardes de droite | Total Indépendantistes sardes de droite | 42 236     | 5,72       | 0                    | 37 059                                     | 5,42                                     | Nv.     | 0       | en stagnation | 0             |               |       |
|                                         | Pierfranco Devias                       | 7 626      | 1,03       | 0                    |                                            | Front indépendantiste uni                | 4 772   | 0,70    | Nv.           | 0             | en stagnation | 0     |
|                                         | Luigi Sanna                             | 6 085      | 0,82       | 0                    |                                            | Mouvement Zone Libre                     | 5 079   | 0,74    | Nv.           | 0             | en stagnation | 0     |
|                                         |                                         |            |            |                      |                                            |                                          |         |         |               |               |               |       |
| Votes valides                           | Votes valides                           | 699 671    | 94,90      |                      | Votes valides                              | Votes valides                            | 682 022 | 92,50   |               |               |               |       |
| Votes blancs et nuls                    | Votes blancs et nuls                    | 37 634     | 5,10       | Votes blancs et nuls | Votes blancs et nuls                       | 55 283                                   | 7,50    |         |               |               |               |       |
| Total candidats                         | Total candidats                         | 737 305    | 100        | 2                    | Total partis                               | Total partis                             | 737 305 | 100     | -             | 58            | 20            | 60    |
| Abstentions                             | Abstentions                             | 743 027    | 50,19      |                      |                                            |                                          |         |         |               |               |               |       |
| Inscrits/Participation                  | Inscrits/Participation                  | 1 480 332  | 49,81      |                      |                                            |                                          |         |         |               |               |               |       |